# Courtney Gains
Courtney Gains (Los Ángeles, California, 22 de agosto de 1965) es un actor estadounidense, conocido por su interpretación de Malachai Boardman en la película de terror de 1984 Children of the Corn.

## Carrera
Gains logró el éxito durante la década de 1980 con una variedad de papeles en películas como Children of the Corn, Hardbodies, Lust in the Dust, Back to the Future, Can't Buy Me Love, Admiradora secreta, Colors, The 'Burbs y Memphis Belle. Las películas posteriores incluyen Sweet Home Alabama, Dorm Daze (donde también fue productor ejecutivo), Desolation Canyon y un cameo en la nueva versión de Halloween de Rob Zombie.
Además de su trabajo cinematográfico, Gains apareció en los videojuegos Wing Commander III: Heart of the Tiger, L.A. Noire y fue estrella invitada en episodios de varias series de televisión, incluidas Seinfeld, Monk, In the Heat of the Night, ER, JAG, Nash Bridges, Diagnosis: Murder, Charmed, Alias y My Name Is Earl. Gains también ha trabajado como entrenador de actuación.
Gains trabajó como músico y una vez actuó en vivo en el escenario con Phish, apareciendo en el concierto de la banda el 6 de diciembre de 1996 en Las Vegas, que luego se lanzó en CD como Vegas 96. Desde entonces, Gains ha lanzado un álbum en solitario.

## Filmografía
- Children of the Corn (1984) como Malachai Boardman
- Hardbodies (1984) como "Rag"
- Lust in the Dust (1985) como "Red Dick" Barker
- Admiradora secreta (1985) como Doug
- Back to the Future (1985) como Dixon
- Ratboy (1986) como Kid In Car
- Winners Take All (1987) como "Goose" Trammel
- Can't Buy Me Love (1987) como Kenneth Wurman
- Colors (1988) como "Whitey"
- The 'Burbs (1989) como Hans Klopek
- Memphis Belle (1990) como Sergeant Eugene McVey
- Behind Enemy Lines (1997) como Church
- Dilemma (1997) como "Tex"
- Shadow of Doubt (1998) como Ernie
- The Landlady (1998) como Tyson Johns
- No Code of Conduct (1998) como Cameron
- Dreamers (1999) como Mike
- Her Married Lover (1999) como Hood
- Sweet Home Alabama (2002) como Sheriff Wade
- National Lampoon Presents Dorm Daze (2003) como Lorenzo, The Black Hand
- Freezerburn (2005) como "Scooter", The Grip
- The Phobic (2006) como Dr. Cecil Westlake
- Halloween (2007) como Jack Kendall (sin acreditar)
- Alien Encounter (2008) como Donovan
- Sibling Rivalry (2009) como The Stranger
- He's Such a Girl (2009) como Barrista
- Benny Bliss and the Disciples of Greatness (2009) como Benny Bliss
- The Ascent (2010) como Andrew
- Cinema Salvation (2010) como Courtney
- The Quiet Ones (2010) como Michael's Father
- Raven (2010) como Danny
- Faster (2010) como Prescott Ashton, The Telemarketer
- Watch Out for Slick (2010) como "Benji"
- Discipline (2011) como Jack Baldwin
- Poolboy: Drowning Out the Fury (2011) como Gil Highdecker
- L.A. Noire (2011) como Eli Rooney
- Mimesis: Night of the Living Dead (2011) como Gordon
- Ambush at Dark Canyon (2012) como Sheriff Hurley
- The House Across the Street (2013) como Ned
- My Trip Back to the Dark Side (2014) como Bobby G.
- Field of Lost Shoes (2014) como Captain Chinook
- Halcyon (2014) como Robert
- The Funhouse Massacre (2015) como Dennis
- The Bronx Bull (2016) como Chain Gang Guard
- Eden Falls (2017) como Dr. Mason
- It Happened One Valentine's (2017) como Freddy Craig
- Goodnight, Gracie (2017) como Billy
- Urban Myths (2017) como Stanley
- Camp Cold Brook (2018)
- Hell's Kitty (2018) como Mordicia
- Candy Corn (2019) como Sheriff Sam Bramford
- Charming the Hearts of Men (2021) como Mr. Spratz
- Hellblazers (2022) como Bernard
- Grand Theft Auto Online: Los Santos Drug Wars (2022) como Labrat (voice) (Videogame)
- Grand Theft Auto Online: The Last Dose (2023) como Labrat (voice) (Videogame)
- The Wrath of Becky (2023)[5] como Twig